# Artemisia stelleriana
Artemisia stelleriana, tên thông thường ngải bà già hoặc ngải bờ biển, là một loài thực vật có hoa trong họ Cúc. Loài này được Wilibald Swibert Joseph Gottlieb von Besser mô tả khoa học đầu tiên năm 1834 theo mẫu thu thập tại khu vực Kamchatka. Tuy nhiên, từ năm 1813 thì Frederick Traugott Pursh đã đề cập tới nó như là Artemisia chinensis ở vùng bờ biển tây bắc Bắc Mỹ.

## Phân bố
Loài bản địa Viễn Đông Nga, Nhật Bản, bán đảo Triều Tiên, Canada, Hoa Kỳ. Du nhập vào Đan Mạch, đảo Anh, Ireland, đảo Newfoundland, Thụy Điển.